# Nilea carpocapsae
Nilea carpocapsae är en tvåvingeart som först beskrevs av Townsend 1919.  Nilea carpocapsae ingår i släktet Nilea och familjen parasitflugor.
Artens utbredningsområde är Arkansas. Inga underarter finns listade i Catalogue of Life.